# Križaj
Križaj je priimek več oseb v Sloveniji, ki ga je po podatkih Statističnega urada Republike Slovenije na dan 31. decembra 2007 uporabljalo 688 oseb, na dan 1. januar]]ja 2010 pa 678 oseb.

## Znani nosilci priimka
- Andrej Križaj (*1986), alpski smučar
- Ažbe Križaj, metalurg
- Bojan Križaj (*1957), alpski smučar
- David Križaj (*1961), nevrofiziolog/nevroznanstvenik (ZDA)
- Dejan Križaj (1962—2020), elektrotehnik, univ. profesor
- Domen Križaj (*1989), solo in operni pevec, baritonist
- Doris Križaj (r. Kelemina) (1931—2025), lektorica angleščine
- Franc Križaj (1912—2004)
- Franc Križaj (1930—2003), komunikolog, informatik, prof.
- Franci Križaj (1936—2005), gledališki in filmski režiser
- Igor Križaj (*1963), biokemik, toksinolog, univ. profesor
- Ivan Križaj (1918—1944), športnik, Sokol, partizan
- Janez Krstnik Križaj (~1629—1702), rimskokatoliški duhovnik, goriški arhidiakon
- Janez Križaj (1802—1861), rimskokatoliški duhovnik in publicist
- Janez Križaj (1936—2015)?, amaterski igralec, gledališčnik
- Janez Križaj (*1965), glasbeni producent ("režiser zvoka")
- Jasmina Križaj (*1982), plesalka, koreografinja
- Jernej Križaj (1838—1890), pisatelj in prevajalec
- Josip Križaj (1887—1968), operni pevec
- Josip Križaj (1911—1948), vojaški pilot
- Jožef Križaj, kineziolog
- Luka Križaj (*1997), alpski smučar
- Marjan Križaj (1927—2008), gospodarstvenik (Elektrotehna)
- Matija Križaj, zdravnik (1642—?)
- Martina Križaj Ortar (*1958), jezikoslovka slovenistka, didaktičarka, univ. prof.
- Monika Bitenc Križaj, sopranistka, operna pevka
- Nejc Križaj (*1989), nogometaš
- Peter Križaj (1903—1946), domobranski kurat
- Peter Križaj, alpski smučar, oče Bojana
- Regina Križaj (*1971), balerina
- Svetozar Križaj (1921—1996), arhitekt
- Tomi Križaj, fotograf
- Vinko Križaj, plezalec, alpinist
- Zdravko Križaj (st./ml.), smučarska delavca, trenerja? (Tržič)